# المنقاري
يحيى بن عمر بن علي المنقاري الرومي (1088 ه/1677 م) قاض تركي، تصانيفه عربية.
ينعت بشيخ الإسلام. درس ودرّس بالقسطنطينية. وعين قاضيا لمصر (سنة 1064) ثم قاضيا لمكة، فالقسطنطينية. وتولى قضاء العسكر بروميلي ثم منصب الفتوى (سنة 1073) مدة طويلة. وتوفي بأسكدار دمج .

## مؤلفات
- «حاشية على تفسير البيضاوي»
- «رسالة الاتباع في مسألة الاستماع» مخطوطة في جامعة الرياض (1967)
- «الرسالة المنيرة لاهل البصيرة» مخطوطة
- «رسالة في لا إله إلا الله» مخطوطة
- «الفتاوي» مخطوطة
- «تحريرات التقريرات» مخطوطة في الأزهر، وهو تعليقات في آداب البحث.